# Геологічне ехо. П'єта
«Геологічне ехо. П'єта» — картина іспанського художника Сальвадора Далі, написана у 1982 році. Зберігається у колекції Театру-музею Далі у Фігерасі.

## Опис
Робота отримала таку назву, оскільки Сальвадору Далі відтворювати у вигляді скель форму носа центральної фігури «П'єта» Мікеланджело, створюючи образ-натяк. Зеленуватий колір полотна, дещо гнітючий, відповідає періоду, коли Гала явно згасала, а Далі у своїх роботах виливав почуття меланхолії та журби, згадуючи минуле. У цей період він часто використовував образи Мікеланджело.